# Жан I (граф д’Э)
Жан I (фр. Jean I d'Eu; ум. 26 июня 1170) — граф д’Э, сеньор Гастингса.
Сын Генриха I, графа д’Э, и Маргариты де Сюлли. Наследовал отцу в 1140 году.
Добился от короля Стефана сеньорий Тикхилл и Блит в Южном Йоркшире, которые должны были достаться ему по наследству через бабку по отцовской линии Беатрису.
В 1148 году вернул Иларию, епископу Чичестера, церковные земли, захваченные его отцом во время войны Стефана и Матильды.
Город Э получил при нём подтверждение своих вольностей, которые были ещё увеличены хартией, данной в 1151 году.
Женился на Алисе, дочери Вильяма д’Обиньи, графа Арундела, и Аделаиды Лувенской, вдовы Генриха I Английского.
Дети:
- Генрих II, граф д’Э (ум. 1190/1191)
- Роберт д’Э (ум. в Акре)
- Жан д’Э (ум. после 1207)
- Матильда д’Э, замужем за Анри д’Эстутвилем